# Отрадное (Саратовская область)
Отрадное — поселок в Ртищевском районе Саратовской области. Входит в состав Макаровского муниципального образования.

## География
Находится на расстоянии примерно 28 километров по прямой на запад от районного центра города Ртищево.

## История
Официальная дата основания 1932 год. По другим данным, поселок был основан в 1720-х – 1740-х годах. Название Дубасово соответствовало фамилии тогдашнего помещика. В канун отмены крепостного права в деревне насчитывалось 59 дворов и 487 жителей, в 1910 -72 и 410. С 1870-х годов до Октябрьской революции в деревне было имение графов Орловых.

## Население
Постоянное население составило 40 человека (русские 100%) в 2002 году, 32 в 2010.